# Ludwig Stitzinger
Ludwig Stitzinger, född 18 juli 1892 i München, död 31 mars 1953, var en tysk jurist och ämbetsman. Under andra världskriget beklädde han flera höga ämbeten i Generalguvernementet, det polska territorium som lades under tysk ockupation 1939.

## Biografi
Stitzinger studerade rättsvetenskap vid universiteten i München och Greifswald och avlade den andra statsexamen 1920. Året därpå blev han regeringsassessor och 1922 regeringsråd. Den 30 januari 1933 utnämndes Adolf Hitler till Tysklands rikskansler och i början av maj samma år blev Stitzinger medlem i Nationalsocialistiska tyska arbetarpartiet (NSDAP).

### Andra världskriget
Den 1 september 1939 anföll Tyskland sin östra granne Polen och andra världskriget utbröt. I slutet av oktober inrättades Generalguvernementet, det polska territorium som ockuperades av Tyskland. 
Distriktet Krakau
I januari 1940 utsågs Stitzinger till ställföreträdare åt Egon Höller, Kreishauptmann, högste ämbetsman inom civilförvaltningen, i Krakau-Land i distriktet Krakau. Från oktober 1940 till slutet av december 1941 var han Kreishauptmann i Tarnów. I kraft av detta ämbete krävde han att vedergällningsåtgärderna mot polska motståndskämpar skulle skärpas; för varje dödad folktysk skulle ett dussin polacker dödas.
Distriktet Lublin
I slutet av år 1941 efterträdde Stitzinger Fritz Schmige som Kreishauptmann i Radzyń i distriktet Lublin. Han lämnade detta ämbete i juli 1944.
Under återstoden av andra världskriget var Stitzinger verksam inom rättsväsendet i Riksprotektoratet Böhmen-Mähren. Efter kriget satt han internerad från juli 1945 till mars 1947. Därefter verkade han som regeringsråd i Regensburg.

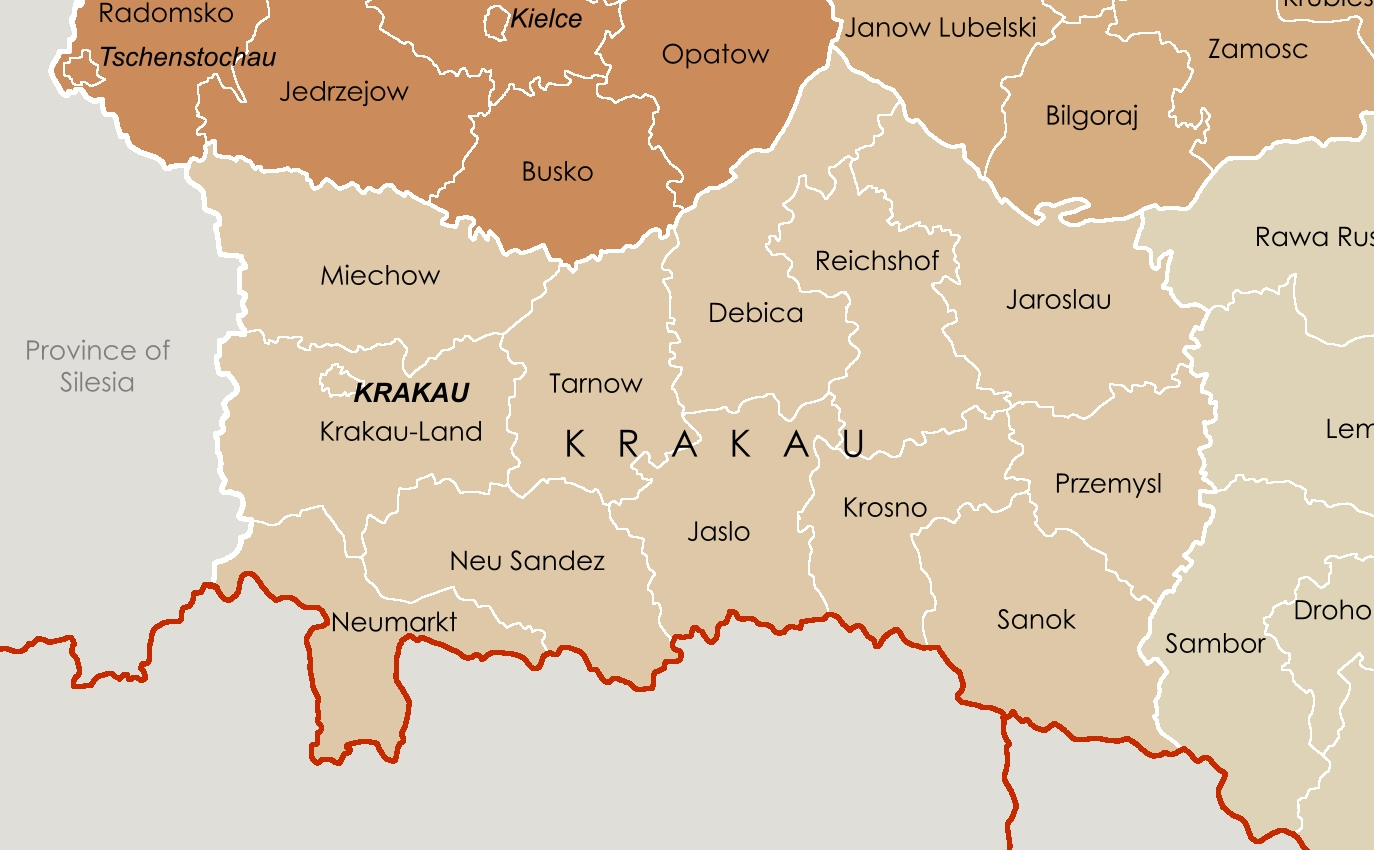
Administrativ karta över distriktet Krakau år 1941
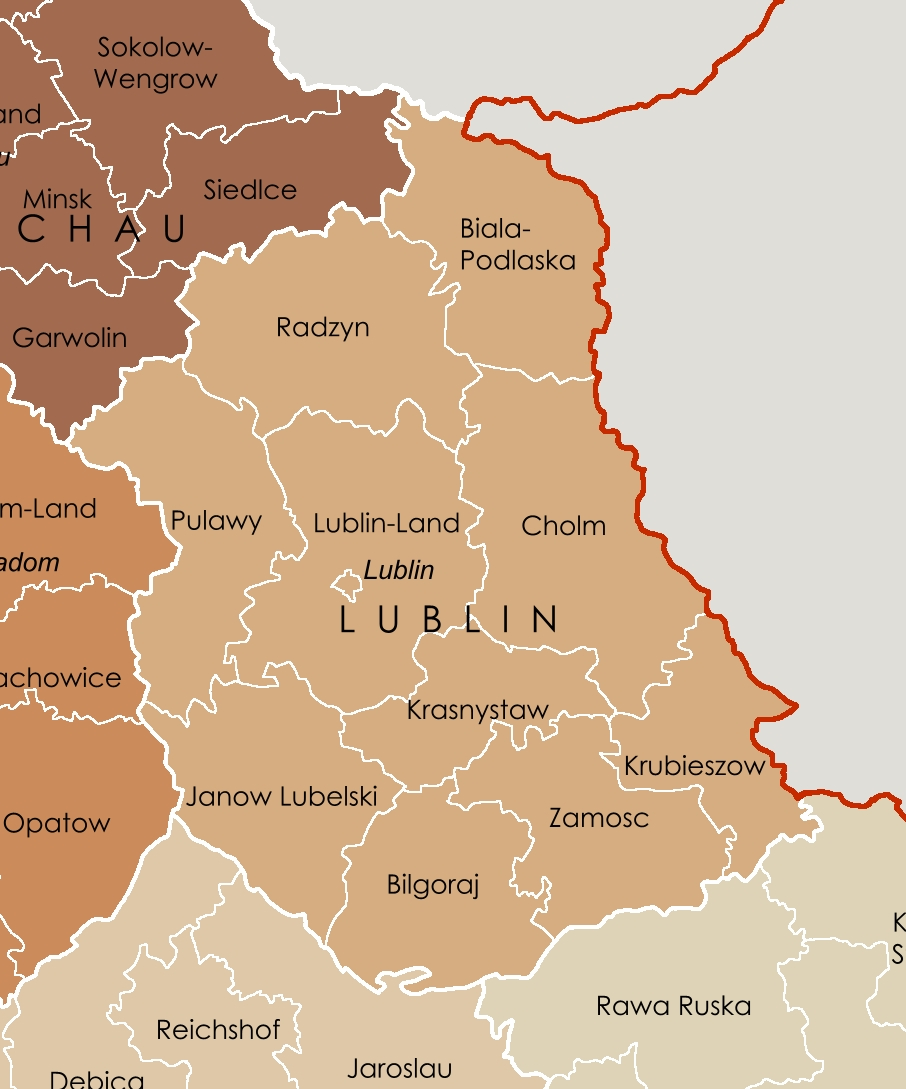
Administrativ karta över distriktet Lublin år 1941